# 荷治台灣歷史年表
- 1604年：荷蘭東印度公司韋麻郎占領澎湖，但被沈有容擊退。
- 1622年：雷約生再度占領澎湖，建立風櫃尾城。
- 1624年：荷蘭人新任長官宋克和福建巡撫南居益達成協議，退出澎湖，轉進台灣。
- 1625年：在大員建立熱蘭遮城。
- 1628年：濱田彌兵衛事件。
- 1629年：麻豆社發起麻豆溪事件。
- 1633年：明荷料羅灣海戰。
- 1635年：台灣長官普特曼斯與新港社發動對麻豆社的戰爭，麻豆社戰敗，雙方簽訂《麻豆協約》。之後並進攻塔加里揚社，聖誕節之役塔加里揚人落敗，撤退到屏東。
- 1636年：擊敗蕭壟社。拉美島事件消滅小琉球社。
- 1636年：首先在新港社成立學校。
- 1641年：第一次聖薩爾瓦多城戰役。
- 1642年：荷蘭人進攻虎尾壠社。
- 1642年：雞籠之戰擊敗西班牙人，西班牙人放棄台灣據點。
- 1645年：進攻大肚王國內反荷的部落。同年南部地方會議上君主甘仔轄·阿拉米與荷蘭東印度公司訂約，表示臣服，同意荷蘭人過境。
- 1652年：爆發郭懷一事件。
- 1661年：鄭成功進攻台灣。
- 1662年：荷蘭人退出臺灣。
- 1663年：清荷聯軍進攻金門、廈門，擊敗鄭經。
- 1664年：荷蘭人出兵佔領雞籠。
- 1667年：東印度議會決議撤出雞籠，放棄台灣。
- 1668年：荷蘭炸毀北荷蘭城，將所有公司職員及士兵接回巴達維亞，正式退出台灣。